# Elsa Thiemann
Elsa Thiemann, nata Elsa Franke (Toruń, 7 febbraio 1910 – Bad Oldesloe, 15 novembre 1981), è stata una fotografa tedesca.

## Biografia
Figlia di Wilhelm, agente immobiliare, ed Helene, era la sesta figlia della famiglia: sei figlie femmine ed un maschio. La professione del padre consentì alla famiglia una certa prosperità. La città polacca di Toruń, all'epoca, era sotto il dominio del Regno di Prussia, così decisero di trasferirsi nel quartiere a nord di Berlino, Neukölln, un tempo indipendente, poi inglobato nell'ampliamento della capitale tedesca.
Nonostante le sanzioni dopo la prima guerra mondiale, il padre, proprietario di due condomini, riuscì a mantenere un buon tenore di vita alla famiglia. Elsa Franke frequentò dal 1922 al 1926 il liceo avendo come insegnante di disegno la pittrice Margarete Kubicka (1891-1984) che riconobbe il talento di Elsa per il disegno. Margarete e il marito pittore espressionista Stanislaw Kubicki mantennero stretti rapporti con i dadaisti berlinesi.
Successivamente continuò gli studi presso le accademie di pittura e disegno fino al Universität der Künste Berlin. Nel 1929 approdò al Bauhaus di Dessau. Nel primo anno seguì il corso preliminare di Josef Albers, quindi affrontò la fotografia con Walter Peterhans in un corso affiliato al laboratorio di stampa e pubblicità. Frequentò corsi di pittura anche con Wassily Kandinsky e Paul Klee. Nel 1930 al Bauhaus incontrò anche il suo futuro marito, il pittore Hans Thiemann (1910-1977), mentre l'anno dopo, dopo aver conseguito il diploma, tornò a Berlino.
Con l'avvento del nazionalsocialismo, lavorò come fotoreporter, ma senza che le sue foto mostrassero alcun riferimento contrario al regime, nonostante le sue differenti convinzioni. La coppia visse appartata e lei dal 1934 lavorò come freelance per la Camera della Cultura del Reich (RKK) e dal 1944 come segretaria di redazione di un gruppo editoriale. Il suo compagno, Hans, era considerato un artista che faceva la cosiddetta arte degenerata, secondo il nazismo. In seguito, riuscì ad evitare il servizio militare perché realmente stava morendo di fame tanto che non fu ritenuto in grado di esserne idoneo.
Scattò molte fotografie di strada della vita quotidiana di Berlino prima della guerra, sia con la fotocamera a lastre, la Voigtlander Avus, che con la medio formato Reflex-Korelle, ma soprattutto delle rovine della città dopo la guerra ed il periodo della ricostruzione negli anni '50 e tornò anche a fare ritratti, realizzando la serie relativa agli artisti della Galleria Rosen. Elsa e Hans Thiemann si sposarono nel 1947. Quando Hans accettò l'insegnamento presso la Hochschule für bildende Künste Hamburg (Università di Belle Arti di Amburgo) nel 1960, lei smise di fotografare. Riprese a mettere ordine nel suo archivio e a fare nuovi lavori dopo la morte del marito, avvenuta nel 1977.
Dimenticata per decenni, la prima retrospettiva le è stata dedicata dall'Archivio Bauhaus nel 2004, con immagini dal 1930 al 1960, inserendo in mostra anche i particolarissimi disegni delle carte da parati, realizzati durante il periodo Bauhaus, tratti dalle sue fotografie, per la prima volta mostrati in pubblico e dal 2011 messi in vendita presso il Bauhaus Shop.

## Stile

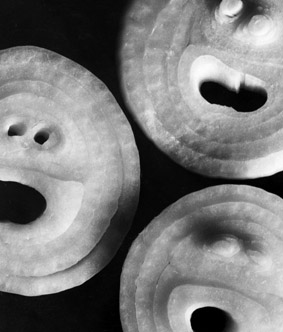
Maschere di carnevale o 3 cipolle tagliate, 1930 circa, foto di Elsa Thiemann

### L'influenza del Bauhaus
Gran parte del suo lavoro è stato influenzato da quella scuola e, soprattutto, da Walter Peterhans. In quanto rappresentante della Nuova oggettività ma, soprattutto, della Neues Sehen, egli attribuiva grande valore ai principi chimici e fisici della fotografia, ma specialmente alla composizione dell'immagine perché la scelta dell'oggetto giusto era fondamentale. Infatti, attraverso tale scelta, il dettaglio messo in primo piano, il taglio particolare, l'angolatura: in questo modo l'oggetto perde la sua forma originaria, assumendo una nuova forma.
I disegni delle carte da parati che furono creati con l'aiuto di fotogrammi durante i suoi anni al Bauhaus tra il 1930 e il 1931 erano, a differenza delle carte da parati del Bauhaus, molto più rappresentativi; i suoi motivi preferiti erano fiori, frutti e steli; spesso mostravano un motivo floreale e un carattere ornamentale, stili premoderni: dal Biedermeier all'Arts and Crafts o riconducevano per assonanza all'Art Nouveau. Allo stesso tempo, però, l'uso dei fotogrammi indicò l'integrazione del lavoro di Elsa Thiemann nella fotografia contemporanea dell'epoca. In particolare, questo significò come ci fossero elementi di contatto con fotografi quali Man Ray o Andreas Feininger.
Scrive Christoph Schütte sul Frankfurter Allgemeine Zeitung, a proposito delle opere in mostra presso la Galleria Kleinschmidt nel 2023: "Le sue 'immagini enigma', oggi molto ricercate dai collezionisti, non possono spiegare perché l'allieva di Josef Albers, Paul Klee e Wassily Kandinsky, che divenne artista fotografica solo nel corso di fotografia di Walter Peterhans, sia stato in gran parte dimenticata per lungo tempo. Soprattutto perché Thiemann ha avuto molto successo con i suoi disegni di carta da parati, di cui un esempio può essere visto nella mostra".

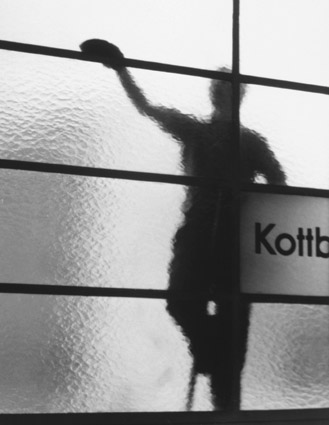
Lavavetri a Kottbusser Tor, dopo il 1945, foto di Elsa Thiemann

### Fotoreporter
Thiemann iniziò a lavorare come fotoreporter freelance all'inizio degli anni '30 e poteva scattare foto e scrivere articoli, libera di scegliere argomenti a suo piacere. Con l'arrivo del nazismo, si limitò a riprendere il quartiere, la vita quotidiana di Berlino e del suo quartiere, anche dalla finestra di casa, dei bambini che giocano. Sia prima che durante che dopo la guerra, il suo modo di riprendere le persone non cambiò: non le raffigurava mai in primo piano. Anche nelle foto di paesaggio sembra che gli studi al Bauhaus abbiano influito, giocando sulle luci e sulle ombre, sulle angolazioni e sulle riprese inconsuete.

## Archivi
Le sue opere sono conservate principalmente presso gli archivi del Bauhaus.